# St-Jean-Baptiste (Pierrelaye)

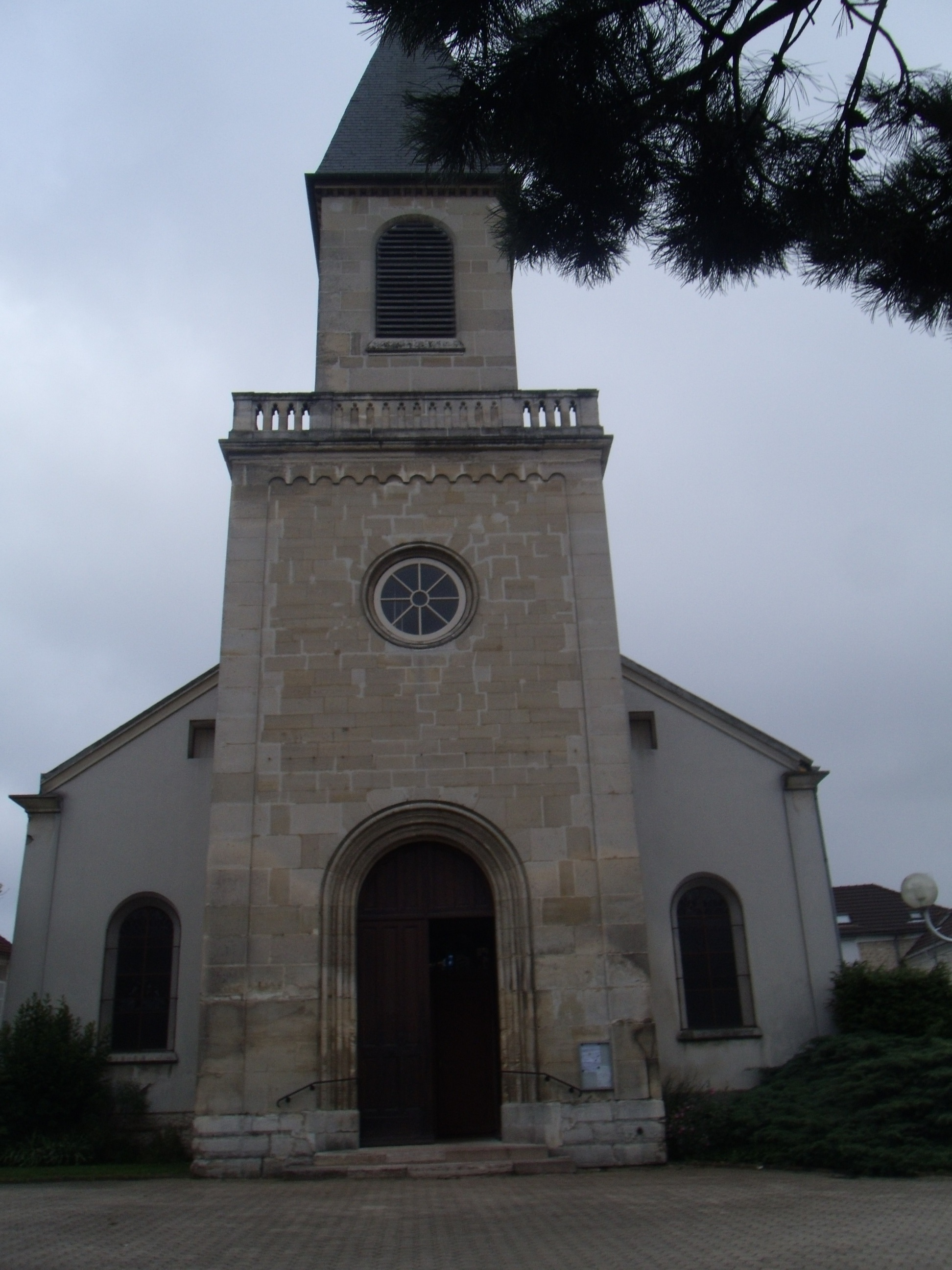
Kirche St-Jean-Baptiste

Die Pfarrkirche St-Jean-Baptiste in Pierrelaye, einer französischen Gemeinde im Département Val-d’Oise in der Region Île-de-France, wurde 1852 errichtet. Die Kirche an der Place de la Mairie ist seit 1989 ein geschütztes Baudenkmal (Monument historique).

## Beschreibung
Die Johannes dem Täufer geweihte Kirche wurde 1852 an der Stelle eines Vorgängerbaus, möglicherweise aus dem 13. Jahrhundert, errichtet. Aus der Vorgängerkirche wurden der Taufstein und ein Kreuz aus dem 16. Jahrhundert übernommen. Ebenso Reliquien Johannes des Täufers.
Über dem Rundbogenportal befindet sich ein Okulus und darüber erhebt sich der schlanke Glockenturm. Die Orgel wurde von 1855 bis 1860 vom Orgelbauer Marie Antoine Louis Suret gefertigt. Von den Fenstern ist das Kriegsfenster hervorzuheben, das 1922 von den Glasmalern Louis Barillet und Jacques Le Chevallier geschaffen wurde. Es erinnert an die 102 Bürger der Gemeinde, die im Ersten Weltkrieg getötet wurden.